# BYD Seal
La BYD Seal est une berline sportive électrique du constructeur automobile chinois BYD produite à partir de 2022 en Chine, et commercialisée en Europe à partir de la fin 2023. Elle fait partie de la gamme électrique « Ocean » de BYD qui doit être commercialisée en Europe, avec la Seagull et la Dolphin.

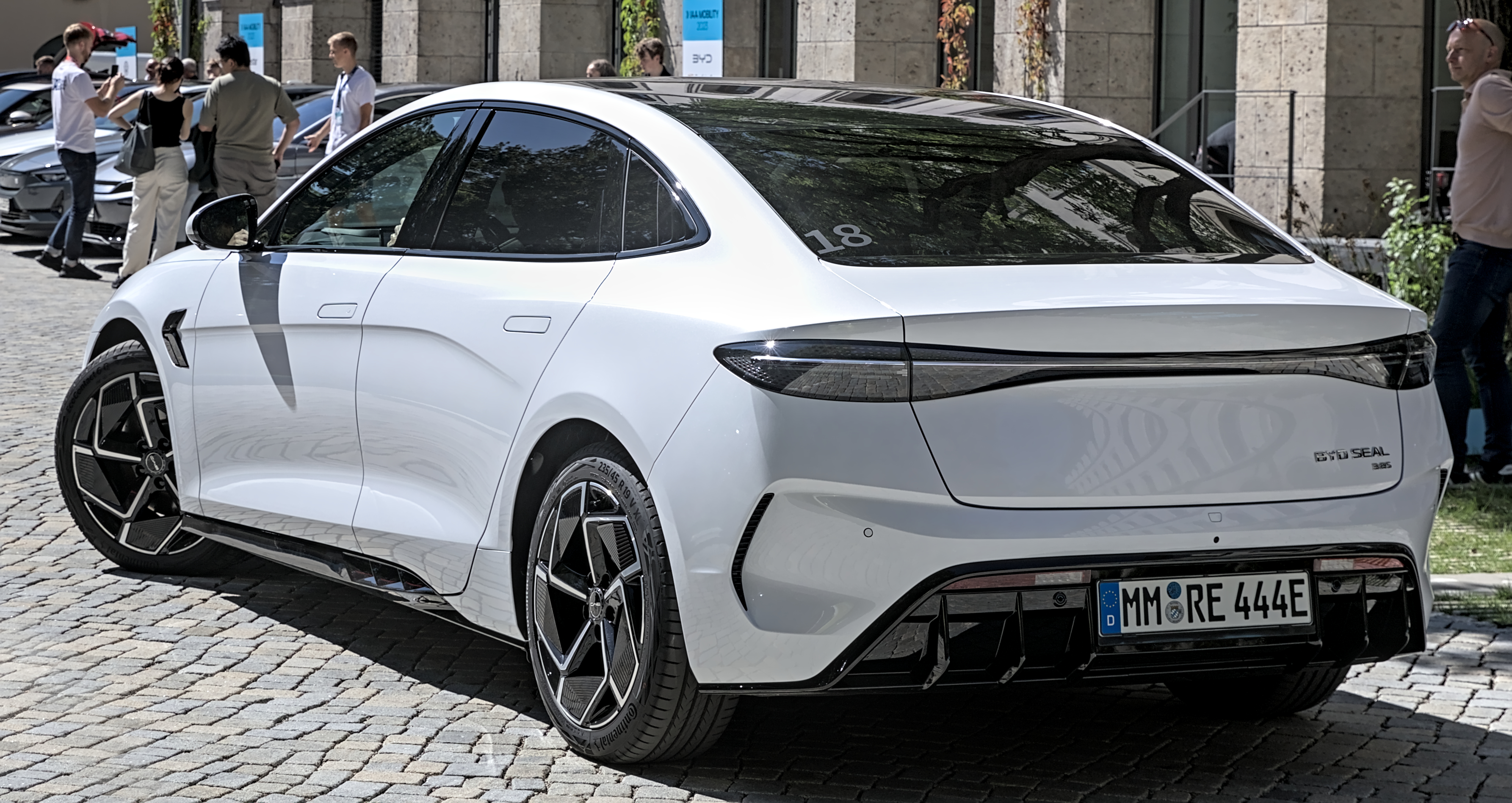
Vue arrière

## Présentation
La BYD Seal est dévoilée au Mondial de l'Automobile de Paris 2022, puis présentée en détail le 11 avril 2023 en Belgique avant sa commercialisation en Europe à partir d'août 2023.

## Caractéristiques techniques
La Seal repose sur la plateforme technique e-Platform 3.0, dédiée aux véhicules électriques du constructeur chinois, présentée en 2021.

### Motorisation
La BYD Seal existe en deux versions. La Seal Design, une propulsion forte de 313 ch. Et la Seal Excellence-AWD qui dispose de quatre roues motrices et de 530 ch.

### Batterie
La Seal est proposée avec une batterie LFP (Lithium-Fer-Phosphate) d'une capacité de 82 kWh lui autorisant, selon les versions, une autonomie comprise entre 520 et 570 km.
| Logo de BYD                 | BYD Seal              | BYD Seal                  |
| Logo de BYD                 | Design                | Excellence                |
| --------------------------- | --------------------- | ------------------------- |
| Puissance moteur (kW)       | arrière : 230         | arrière : 230 avant : 160 |
| Puissance maximale (ch)     | 313                   | 530                       |
| Couple maximal (N m)        | 360                   | 670                       |
| Vitesse maximale (km/h)     | 180                   | 180                       |
| 0-100 km/h (s)              | 5,9                   | 3,8                       |
| Consommation (kWh/100 km)   |                       |                           |
| Transmission                | Propulsion            | Intégrale (Dual motor)    |
| Masse à vide (kg)           |                       |                           |
| Batterie                    |                       |                           |
| Type                        | Lithium-Fer-Phosphate | Lithium-Fer-Phosphate     |
| Capacité brute (kWh)        | 82                    | 82                        |
| Poids (kg)                  |                       |                           |
| Autonomie (WLTP) (km)       | 570                   | 520                       |
| Temps de recharge           |                       |                           |
| sur une prise domestique    |                       |                           |
| sur une Wallbox 11 kW       |                       |                           |
| sur une borne rapide 125 kW |                       |                           |

## Concept car
La BYD Seal est préfigurée par le concept car BYD concept Ocean-X présenté le 13 septembre 2021,.